# Турске народне игре
Турске народне игре представљају веома важан сегмент целокупног народног стваралаштва и део су фолклора као културне делатности сачуване у народу.  

## Врсте турских народних игара
Најпознатије турске народне игре су:
- Бар
- Халај
- Хорон
- Хора
- Зејбек
- Каршилама/ у сусрет
- Игре с кашикама
- Зортлатма
- Чифтетели
- Колбасти

### Бар
Бар је игра која се игра у североисточној Анадолији, у областима града Ерзурум, Карс, Ерзинџан и једном делу Артвина. То је групна игра с најмање пет играча поређаних у врсту. Покрети су на почетку веома спори, а касније се полако убрзавају. Врхунац игре су брзи покрети који се називају секме. Играчи се држе за руке или појас, а касније за рамена. Први и последњи играч у низу држи марамицу у руци. Инструменти који се могу чути у овој игри су давул и зурна, као два основна, а могу бити и меј, деф и гајде. Циљ игре јесте да се искаже јунаштво, срчаност и гостопримство. Због тога играчи треба да изгледају достојанствено, префињено и одлучно.

### Халај
Халај је игра која се игра у централној и југоисточној Анадолији (у подручју градова Дијарбакир, Гази Антеп, Ван, Битлис, Елазиг, Адијаман, Урфа, Сивас, Јозгат, Тунџели, Бингол и други). Ову игру могу играти мушкарци и жене. Ритам је на почетку спор, а затим се постепено убрзава и мења темпо у складу са прецизном поделом на ритмичке одсечке од којих се састоји. Састоји се од разних покрета, поскакивања, цупкања и чврстих корака. Први и последњи играч у низу држи марамицу у руци. Музичка пратња може бити инструментална или могу бити и народне песме- туркије. Инструменти који се могу чути у овој игри су давул и зурна, као и саз, меј и даире. Интересантна игра из групе халај јесте чајда чира у којој мушкарци и жене држе у рукама свеће с тањирићима и играју полако укруг, затим се поређају у две врсте, дижу руке са свећама наизменично увис да би опет формирали круг и коначно спустили свеће на земљу. Ова игра се изводи уочи свадбе.

### Хорон
Хорон је игра која се игра у области Источног Црног мора у подручјима градова Ризе, Орду, Трабзон, Гиресун, Самсун, Гумушхане. За ову игру је карактеристично то што се играчи поређају у врсту и држе се за руке у подигнутом положају, али тако да шаке и прсти буду окренути надоле имитирајући облик рибе. Хитри покрети прстију подсећају на таласање мора и копрцање рибе. Постепено спуштају руке, убрзавају кораке и у одређеном ритму почињу да тресу раменима и рукама лево-десно. У цикличним одсечцима веома јако ударају ногама о тло. Ова игра је веома тешка за извођење јер захтева физичку спремност. Ови покрети су симболи борбе против немилосрдног Црног мора који је житељима ове областима задавао свакодневне муке и који морају наћи начин да опстану . Црна ношња симболизује тамну боју воде, а метални делови на њој светлуцање морске површине. Покрети раменима напред –назад и благо њихање подражавају лелујање бродића на води. Повремени звиждуци као и подвици представљали су упозорење на опасност која вреба из морских дубина. Обавезну музичку пратњу представљају кеменче и гајде, а могу се чути и хармоника, кавул, зурна и давул. 

### Хора
Хора се игра у Тракији, у градовима Једрене, Киркларели и Текирдаг. Подсећа на бар и халај. То је мешовита игра која се састоји од пет играча поређаних у врсту и који се држе за појас, рамена или мале прсте. Мушки кораци су раскошни, а женски грациозни.Покрети ногом су у првом плану, чиме се даје ритам који се у одређеним одсечцима понавља. Музичку пратњу представљају два давула и две зурне, где први пар представља главну мелодију, а други пратњу.

### Зејбек
Зејбек се игра у Егејској области у градовима Измир, Ајдин, Денизли, Мугла, Баликесир, Кутахија и Маниса. Ово је специфична игра јер је може изводити један играч. Играчи се не држе за руке, могу играти појединачно, у пару или у групама. Ову игру најчешће играју мушкарци који имају елегантно држање, изводе споре, али тешке фигуре са рукама раширеним у висини рамена. Они представљају достојанство, јунаштво, срчаност, одлучност, ратоборност и храброст. Најбитнији предмет на народној ношњи представља оружје закачено за појас, а чизме су обавезна обућа. Инструменти који су се могу чути су: баглама, џура, саз, давул, зурна, кларинет, кабак кемане и кашика. 

### Каршилама/ у сусрет
Каршилама/ у сусрет је игра у којој један пар или група играју једни наспрам других. Ни у једном тренутку се играчи не држе за руке. Ова игра представља окретни плес са обиљем фигура и покрета, као што су чучањ или пљескање длановима. Највише је заступљена у области Мраморног мора и Западног Црног мора.

### Игре с кашикама
Игре с кашикама су заступљене у централној Анадолији и градовима Конија, Мерсин, Анталија, Силифке, Бурса, Болу и др. У овој игри играчи у рукама држе по два пара кашика којима игри дају ритам. Из ове групе се издваја игра јаребица (прича о јаребици која бежи од ловца). Играчи су птице, а њихове руке у којима држе кашике су крила птице. Ситним корацима и поскакивањем, девојке имитирају птицу која бежи, а савијених леђа и с рукама иза, које полако подижу и спуштају, имитирају замах крила и полетање. Играчи се не држе за руке. Музичку пратњу чине саз, давул, кларинет и виолина. 

### Зортлатма
Зортлатма је игра која се игра у области Теке у градовима Бурдур, Испарта, Анталија, Ичел. Карактеристичан покрет по којем се ова игра препознаје јесте када играчи држе увис подигнуте руке, а затим их савијају благо подижући једну ногу напред. Играју је и мушкарци и жене. Мушка игра теке зортлатма имитира покрете јарца (teke) пред парење. Ова игра подсећа на зејбек и игре с кашикама. 

### Чифтетели
Чифтетели је игра слободних покрета наглашених у пределу бокова, груди и рамена, без прецизних правила. Покрети су слични трбушним плесом па је најчешће изводе жене, али могу је изводити и мушкарци. Игра се самостално или у пару. Циљ ове игре је забава и због тога је може изводити свако. Музичку пратњу чине сипси, чигиртма и џура.

### Колбасти
Колбасти је игра карактеристична за град Трабзон, али се среће и у Гиресуну. Данас се често изводи у клубовима или неким другим местима за забаву. Играчи играју самостално, један наспрам другог, а може и у групи. Покрети се базирају на импровизацији и неограниченом броју различитих покрета. Садржи имитацију узлетања галебова, копрцање рибе, таласање мора, веслање, пливање, бацање рибарске мреже и удице. Иоако је типично мушка игра, у последње време је изводе и жене.